# لوئیزا قامباریان
لوییزا گاگیکی قامباریان (ارمنی: Լուիզա Գագիկի Ղամբարյան؛ انگلیسی: Luiza Ghambaryan؛ ۱۵ ژوئن ۱۹۷۷) یک بازیگر اهل ارمنستان است. وی بین سال‌های ۱۹۹۷ تا - میلادی فعالیت می‌کرد.

## زندگی‌نامه
وی در ۱۵ ژوئن ۱۹۷۷ در ایروان به دنیا آمد و از دانشگاه دولتی علوم پرورشی خاچاطور آبوویان ارمنستان فارغ‌التحصیل شد. از سال ۲۰۰۵ در تئاتر نمایشی هراچیا غاپلانیان فعالیت می‌کند وی همچنین برندهٔ جوایزی همچون هنرمند افتخاری جمهوری ارمنستان (۲۰۱۴) و بهترین بازیگر زن جوان جوایز آرتاوازد (۲۰۰۹) شده است.

## گزیده فیلمشناسی
از فیلم‌ها یا برنامه‌های تلویزیونی که وی در آن نقش داشته است می‌توان به فرشته دیوانه اشاره کرد.

## یادداشت
1. ↑  Գեորգի Պողոսյան